# Nakaz

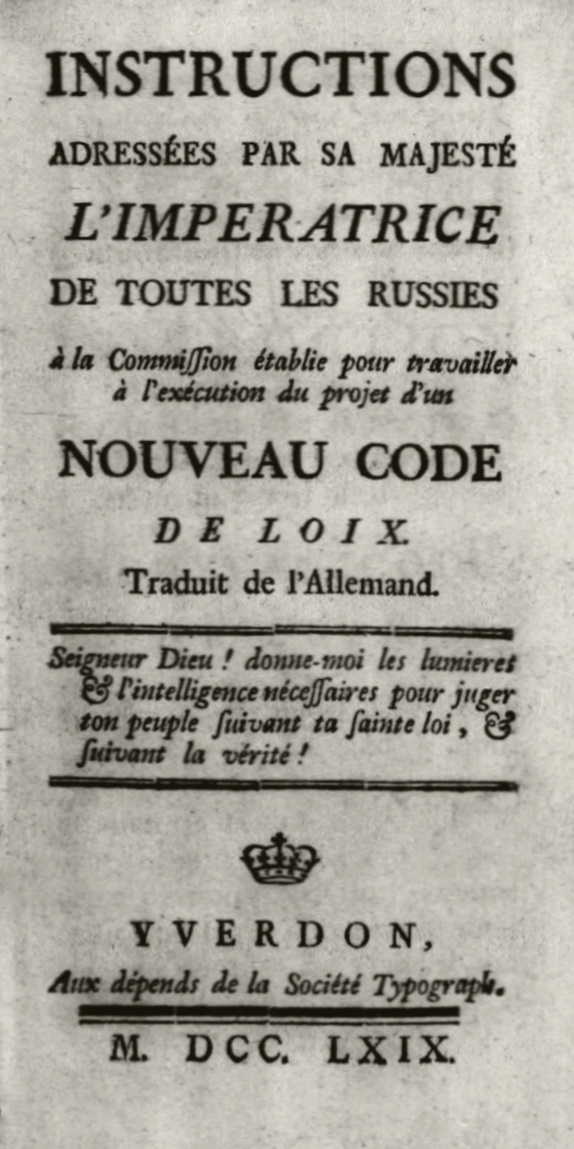
Instructions de l'impératrice à la commission appelée à rédiger le nouveau code de lois, traduction en français du 1769.

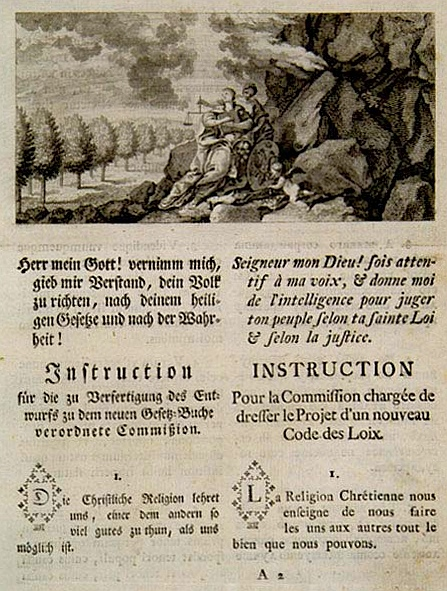
La page de titre du Nakaz

Le Nakaz (en alphabet cyrillique russe : Наказ, abréviation de Наказ комиссии о составлении проекта нового уложения), en français Instructions (Instructions adressées par Sa Majesté l'impératrice de toutes les Russies à la commission établie pour travailler à l'exécution du projet d'un nouveau code de lois), est un traité de philosophie politique rédigé par l'impératrice de Russie Catherine II et publié en 1767.

## Contexte

### L'avènement de Catherine II (juillet 1762)
Princesse allemande née à Stettin en Poméranie (alors dans le royaume de Prusse), sous le nom de Sophie Frédérique Augusta d’Anhalt-Zerbst, rebaptisée dans la religion orthodoxe en 1744 Catherine Alexeievna, elle épouse en 1745 à Moscou son cousin, Peter Ulrich de Holstein-Gottorp, né à Kiel. 
Prince allemand par son père, Peter Ulrich est aussi le petit-fils du tsar Pierre le Grand par sa mère Anna Petrovna, et le neveu de l'impératrice Élisabeth Ire, qui règne de 1741 à 1762. Le 5 janvier 1762, il devient l'empereur de Russie Pierre III.
Le 7 juillet de la même année, Catherine, avec l'appui de hauts dirigeants de l'empire, renverse son époux, qui est incarcéré, puis assassiné quelques jours plus tard. Catherine se fait reconnaître comme l'impératrice Catherine II.

### Projets de réforme institutionnelle de Catherine
Ce traité, rédigé par Catherine II, est conçu dans le cadre d’une réorganisation du droit et des institutions de l’Empire russe. 
Il a en effet pour but de guider les délibérations d’une commission chargée de remplacer le code promulgué en 1649 par Alexis Ier (1629-1676), la « Grande Commission législative ».

## Présentation du document

### Élaboration et archivage
D'abord rédigé en français, il est ensuite traduit en russe et en allemand[réf. nécessaire]. 
La version russe, la seule officielle dans l'empire est publiée à partir d'un manuscrit signé et scellé par l’impératrice, aujourd'hui conservé aux Archives des actes anciens de Moscou. 

### Organisation formelle
L'édition en français faite à Yverdon en 1769 (photo et bibliographie) comporte 286 pages. 
Le texte des Instructions est réparti en 506 points (1 à 506) regroupés en une introduction (points 1 à 5), vingt « articles » (I à XX) et une « conclusion » (points 503 à 506). Le point 6 (Article I) se trouve en page 7, le point 503 (Conclusion) en page 227.
À partir de la page 233, on trouve une annexe en trente points (I à XXX) : « Règlement sur la forme et la manière de procéder de la commission établie etc. ». Le premier prévoit que les députés devront se présenter à Moscou six mois après la publication du « manifeste » (le Nakaz).
Deux autres annexes concernant la police et l’économie seront publiés séparément en 1768.

## Les vingt grandes parties duNakaz
Référence : édition d'Yverdon (en français), 1769. Les phrases entre guillemets (titres d'articles) sont des citations du texte français. Intertitres en majuscules ajoutés.
- Points 1 à 5 : liens entre la religion, les lois et la société

LA RUSSIE
- Article[6] I (6) : « La Russie est une puissance européenne »
- Article II (7-13) : « L'Empire de Russie a 32° d'étendue en latitude et 65° en longitude »
- Article III (14-18)  : « De la sûreté de la constitution de l'Empire »
- Article IV (19-26) : « Le Corps qui doit veiller à la garde et au maintien des lois doit être un Corps politique »
- Article V (27-34) : « De l'état des Habitans en général »

LES LOIS ET LE SYSTEME JUDICIAIRE
- Article VI (35-57) : « Des lois en général »
- Article VII (58-72) : « Des lois en particulier »
- Article  VIII (73-88) : « Des peines »
- Article IX (89-132) : « De l'administration de la justice en général »
- Article  X (133-239) : Des formes de la justice criminelle

ORGANISATION DE LA SOCIETE (HIERARCHIE SOCIALE) ET ECONOMIE POLITIQUE
- Article  XI (240-252) : « Les sociétés civiles demandent, comme toute autre chose, qu'il règne un certain ordre. Il faut qu'il y ait des gens qui gouvernent et qui commandent et d'autres qui obéissent. »
- Article  XII (253-280) : « De la Population de l'Empire »
- Article  XIII (281-333) : « Des Arts et Métiers et du Commerce »
- Article  XIV (334-342) : « De l'éducation »
- Article  XV (343-369) : « De la Noblesse »
- Article  XVI (361-367) : « De l'Etat moyen »
- Article  XVII (368-376) : « Des Villes »
- Article  XVIII (387-420) : « Des Héritages »

PRECISIONS SUR DES POINTS TECHNIQUES
- Article  XIX (421-442) : « De la composition des lois et du stile dans lequel on les doit écrire »
- Articles XX (443-502) : « Différents points qui ont besoin d'éclaircissements »
- Conclusion (503-506) : remarques concernant d'éventuels problèmes de compréhension des membres de la commission (l'impératrice les autorise à lui demander des explications, en dernier recours).

## Présentation du texte
Par son traité, Catherine II souhaite promouvoir des valeurs d’ordre public, de progrès matériel et d’éducation afin d'attacher son pays plus fortement à l’Europe. Elle évoque au début (point 6) « les suites heureuses qu'on eu [sic] les changements que Pierre le Grand entreprit de faire dans les mœurs de la Russie... [il] introduisit les mœurs et coutumes Européennes... »). 

### Influences subies par Catherine
Catherine II subit différentes influences, notamment celles du courant des Lumières (Montesquieu, Beccaria) et du courant physiocratique (Quesnay, Turgot) qui viennent d'Europe occidentale. 
Sur 506 alinéas, 294 reprennent textuellement De l'esprit des lois de Montesquieu et 108 l’ouvrage de Beccaria[Lequel ?]. Catherine II reconnaît d’ailleurs dans une lettre adressée à d'Alembert avoir « pillé le président de Montesquieu sans le nommer […]. Son livre est mon bréviaire. ».
Sur le plan juridique, le Nakaz rassemble des éléments issus de nombreux modèles juridiques tels que le droit hébreu, le droit romain, le droit français et le droit anglais.

### Idées de Catherine en matière juridique
Une des priorités de Catherine II est la réorganisation de la justice et du droit. Ce sujet est abordé dans les articles VI à X (alinéas 35 à 239, pages 18 à 119), qui occupent un peu plus d'un tiers de l'ouvrage (100 pages).
Elle parle d'abord des lois, qu'elle présente comme des garanties de la liberté et de la sûreté de tous les citoyens : « L'égalité parmi les citoyens consiste en ce qu'ils soient tous tenus d'observer les mêmes loix ». 
Sa réflexion sur la justice se poursuit à travers la classification des délits en quatre types, empruntée à Montesquieu, qui l’expose dans De l’Esprit des lois : 
- délits contraires à la religion,
- délits contraires aux mœurs,
- délits allant à l’encontre du repos et de la tranquillité publique[pas clair]
- délits allant à l’encontre de la sûreté des citoyens[12].

Catherine II insiste également sur l’importance du rapport entre le délit commis et la peine prononcée : « C'est le triomphe de la liberté civile , lorsque les loix infligent à ceux qui les violent, des punitions qui découlent de la nature même du délit. Car la punition n'a rien alors d'arbitraire , puisqu'elle ne dépend point du caprice du législateur, mais qu'elle est une suite de la nature même de l'action ; ce n'est donc pas l'homme qui fait violence à l'homme quand on le punit, ce sont ses propres actions ». À travers ce principe, Catherine II veut écarter la notion d’arbitraire : la justice ne doit plus être un instrument dans les mains du législateur[pas clair]. Elle reprend ici Montesquieu qui évoque ce sujet dans le chapitre « De la juste proportion des peines avec le crime » de l’Esprit des lois.
Elle désapprouve même la peine de mort et rejette la torture, sujets abordés ultérieurement par la Constitution des États-Unis d'Amérique (1787) et la constitution polonaise du 3 mai 1791[réf. nécessaire]. Catherine II rejoint pour l'essentiel la pensée de Beccaria dans son Traité des délits et des peines (1764), publié trois ans avant le traité de Catherine II. La peine de mort est jugée inutile par Beccaria et à sa suite par l’impératrice, car, selon eux, ce ne serait pas l’intensité d’une peine qui marquerait le plus durablement les esprits, mais plutôt le caractère modéré mais néanmoins répétitif de celle-ci.
À travers son Instruction, Catherine II tente une réelle réorganisation de la justice au sein de son Empire, elle se positionne en faveur d’une justice plus humaine conformément aux principes de quelques esprits éclairés tels que Montesquieu et Beccaria. 

### Idées politiques de Catherine
Malgré cette volonté d’enraciner en Russie certaines idées des Lumières et bien qu'elle ait des idées plus progressistes que la plupart de ses sujets, Catherine II veut aussi, en améliorant les lois, légitimer son usurpation de pouvoir et préserver (à son profit) le système autocratique russe (en théorie, pouvoir absolu et quasi arbitraire du prince sur tous ses sujets), qui est présenté comme utile voire nécessaire. 
Elle laisse de côté des notions clés, telles que le servage.

## La publication duNakazet ses suites

### Publication
L'ouvrage est publié en Russie en 1767.
Il est aussi publié à l'étranger :
- en anglais en 1768 : The Grand Instruction to the Commissioners Appointed to Frame a New Code of Laws for the Russian Empire:  Composed by Her Imperial Majesty Catherine II, Londres, 1768[19]
- en français en 1769 : Instructions adressées par Sa Majesté l'impératrice de toutes les Russies à la commission établie pour travailler à l'exécution du projet d'un nouveau code de lois, Yverdon (Suisse[20]), 1769[21]

### LeNakazet la Commission législative (1767-1768)
Une fois la rédaction du Nakaz terminée, la Grande Commission législative, composée de députés du Sénat, des différents  collèges et  des chancelleries,  ainsi que de représentants des  gouvernements,  districts et  villes,  se rassemble afin de l’étudier et de le  compléter dans le but d’élaborer un texte  de  lois durable  et  valable pour  tous. 
La commission fonctionne pendant 18 mois après sa première réunion. Mais elle n'obtient pas de résultats : il parait impossible d’appliquer de nombreux principes philosophiques français à l’Empire russe. 
Au bout de 203 séances de travail, l’impératrice décide de la dissoudre, profitant en 1768 de l'entrée en guerre contre la Turquie.

### Réactions à l'étranger
Le traité connaît un succès mitigé en Europe. Il est applaudi par plusieurs esprits éclairés, mais par tous. Il est interdit dans plusieurs pays. 
Au moment de la publication du Nakaz, les contemporains de l’impératrice attendent beaucoup de la Russie et des perspectives de développement que semble annoncer Catherine II. Mais l'échec de la Commission législative montre que ces espoirs sont peu fondés.
La déception est grande pour Diderot qui déplore le fait que l’impératrice ne renonce pas au despotisme. En 1774, il commente l'ouvrage dans ses Observations sur le Nakaz, à la suite de ses nombreux entretiens avec l'impératrice. Il trouve les propositions de Catherine II trop frileuses, pas assez abouties.

### Éditions anciennes
- Instructions adressées par sa majesté l'impératrice de toutes les Russies à la commission établie pour travailler à l'exécution du projet d'un nouveau code de loix, Yverdon, 1779, disponible sur Google Books (ouvrage tamponné « Gde Bibliothèque de la Ville de Lyon 1897 »).
  - Cette édition d'Yverdon (photo en tête d'article) est certifiée et datée en dernière page : « L'original est signé de la propre main de la Majesté Impériale / CATHERINE / Moscou le 30 juillet 1767 ». La page suivante porte l'imprimatur de la censure locale : « Permis d'imprimer l'instruction adressée par sa Majesté impériale ... nouveau code de loix. Traduite de l'allemand. A Yverdon le 17 février 1769. D. VERDELHAN, Censeur »[26].